# Pelayos del Arroyo
Pour les articles homonymes, voir Pelayo (homonymie).
Pelayos del Arroyo est une commune de la province de Ségovie dans la communauté autonome de Castille-et-León en Espagne.

## Sites et patrimoine

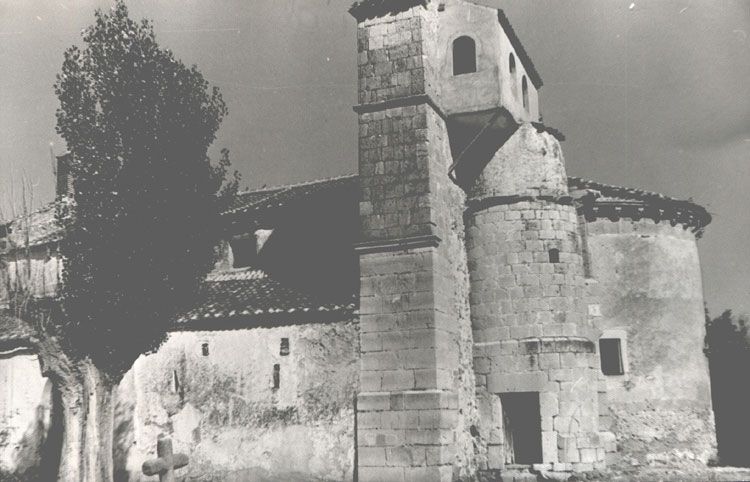
Église paroissiale. Fondation Joaquín Díaz
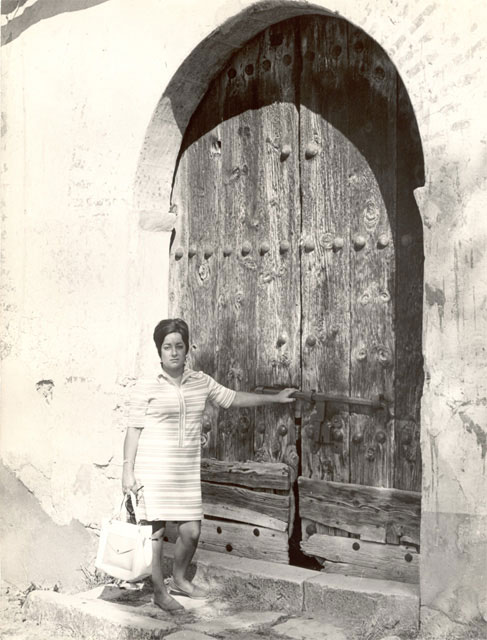
Église paroissiale. Fondation Joaquín Díaz
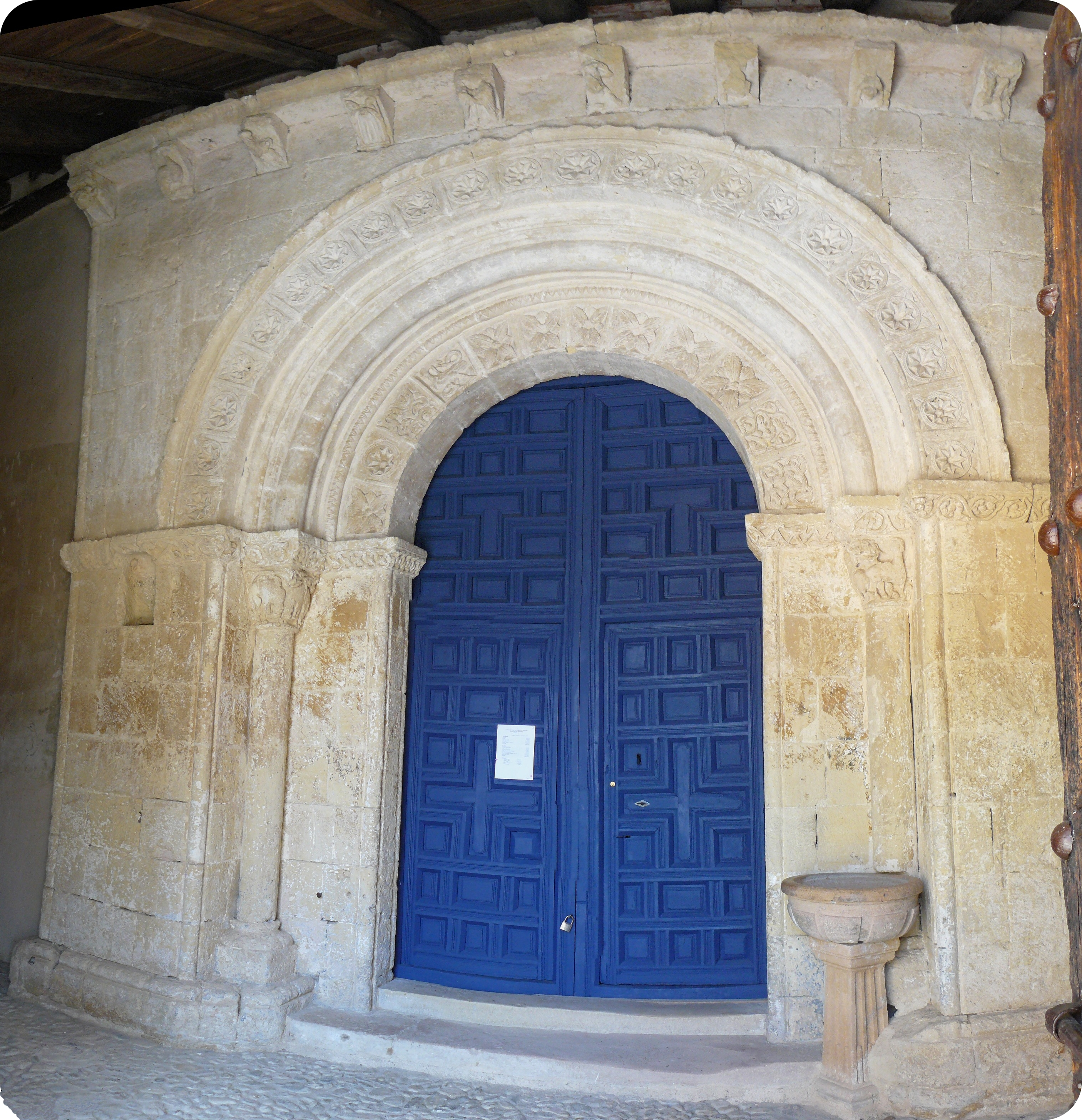
Église paroissiale.